# Stipe Damjanović
Stipe Damjanović (Livno, 14. rujna 1969.), hrvatski hrvač iz Bosne i Hercegovine.
Natjecao se na Olimpijskim igrama 1992. u hrvanju grčko-rimskim stilom u kategoriji do 100 kilograma, a nastupio je u drugom kolu. Na OI 1996. je u istoj kategoriji osvojio 10. mjesto.
Na Mediteranskim igrama 1997. je osvojio brončanu medalju u hrvanju grčko-rimskim stilom (do 125 kg).
Balkanske igre(1989.)- 1. Mjesto, zlatna medalja.
Svjestsko prvenstvo(1990.)- 4. Mjesto
Omladinsko prvenstvi svijeta(1989.), Budimpešta- 4.Mjesto
Europsko prvenstvo, Atena(1994.)- 5.mjesto
Svjetsko vojno prvenstvo(2000.)- 5. Mjesto
Bio je član Gavrilovića iz Petrinje, Zagreb-Velebita i Hrvatskog dragovoljca iz Zagreba.